# De Kop van Jut
De Kop van Jut was een Vlaams amusementsprogramma van de VRT met Jacques Vermeire waarin hij het elke week opnam tegen drie uitdagers.  
De opnames vonden plaats in Café Local in Antwerpen. Er werden in totaal 26 afleveringen uitgezonden van 1997 tot 1998.  

## Concept
Het programma werd ingeleid door Luc Verschueren, de vaste sidekick van Vermeire. Elke week was er een BV te gast die het samen met Jacques opnam tegen drie uitdagers.
De eerste uitdager bracht een voorwerp mee waarvan moest geraden worden wat het is. De tweede uitdager kon iets wat Jacques en zijn gast moesten nadoen. De derde uitdager had een speciale hobby of beroep dat moest geraden worden.
Aan het einde van het programma, in de rubriek "iets anders", legde Jacques drie stellingen over zijn centrale gast voor aan de uitdagers, die moesten raden of deze stellingen waar of vals zijn.

## Afleveringen
| Afl. | Uitzenddatum     | Centrale gast        |
| ---- | ---------------- | -------------------- |
| 1    | 8 december 1997  | Sabine De Vos        |
| 2    | 15 december 1997 | Eddy Planckaert      |
| 3    | 22 december 1997 | Bert Anciaux         |
| 4    | 29 december 1997 | Sergio               |
| 5    | 31 december 1997 | Eddy Wally           |
| 6    | 5 januari 1998   | Alexandra Potvin     |
| 7    | 12 januari 1998  | Bart Herman          |
| 8    | 19 januari 1998  | Margriet Hermans     |
| 9    | 26 januari 1998  | Luc Steeno           |
| 10   | 2 februari 1998  | Frank Dingenen       |
| 11   | 9 februari 1998  | Martine Jonckheere   |
| 12   | 16 februari 1998 | Robert Mosuse        |
| 13   | 23 februari 1998 | Peter Van Asbroeck   |
| 14   | 2 maart 1998     | Phaedra Hoste        |
| 15   | 6 juni 1998      | Sabine Hagedoren     |
| 16   | 13 juni 1998     | Paul Ambach          |
| 17   | 20 juni 1998     | Leo Van Der Elst     |
| 18   | 27 juni 1998     | Chantal Leyers       |
| 19   | 4 juli 1998      | Gella Vandecaveye    |
| 20   | 11 juli 1998     | Philippe Vande Walle |
| 21   | 18 juli 1998     | Jean Bosco Safari    |
| 22   | 25 juli 1998     | Nicole Josy          |
| 23   | 1 augustus 1998  | Pat Krimson          |
| 24   | 8 augustus 1998  | Claudia Caluwe       |
| 25   | 15 augustus 1998 | Sophie Dewaele       |
| 26   | 22 augustus 1998 | Johan Verminnen      |

## Ontvangst
Het programma sloeg niet aan bij de kijkers en werd door de televisiepers met de grond gelijk gemaakt. De VRT haalde het programma dan ook vroegtijdig van het scherm, de resterende afleveringen werden in de zomer van 1998 alsnog uitgezonden.